# Tsjechië van A tot Z

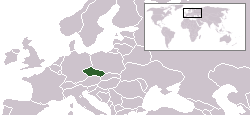
Locatie van Tsjechië

## A
Adelaarsgebergte -
Mikoláš Aleš

## B
Jaroslav Bába -
Andrej Babiš -
Kateřina Baďurová -
Lukáš Bajer -
Milan Baroš -
Tomáš Baťa -
Bazilika svatého Petra a Pavla -
Becherovka -
Radek Bejbl -
Iveta Benešová -
Tomáš Berdych -
Patrik Berger -
Michal Bílek -
Eva Birnerová -
Blansko -
Blanský les -
Jaromír Blažek -
Boheems Paradijs -
Bohemen -
Bohemer Woud -
Bohumín -
Břeclav -
Brno -
Karel Brückner -
Imrich Bugár

## C
Marek Čech -
Petr Čech -
František Čermák -
Černé jezero -
Radek Černý -
Česká Lípa -
České Budějovice -
Český Krumlov -
Český Těšín -
Petra Cetkovská -
Charta 77 -
Cheb -
Filip Chlup -
Chomutov -
Chrudim -
Tomáš Cibulec -
Jára Cimrman -
Pavel Čmovš -
Jan Amos Comenius -
Richard Culek

## D
Martin Damm -
Děčín -
Gene Deitch -
Radek Dejmek -
Ema Destinnová -
Lukáš Dlouhý -
Jaroslav Drobný -
Dobřichovice -
Duchcov -
Antonín Dvořák -
Tomáš Dvořák

## E
Elbe -
Karel Jaromír Erben -
Ertsgebergte

## F
František Fajtl -
Petr Fiala -
Fichtelgebergte -
Jan Fischer -
Fluwelen Revolutie -
Ludmila Formanová -
Fortuna liga -
Fortuna národní liga -
Frýdek-Místek

## G
Theodor Gebre Selassie -
Stanislav Gross -
Großer Arber

## H
Václav Havel -
Havířov -
Havlíčkův Brod -
Konrad Henlein -
Adam Hloušek -
Hodonín (okres Hodonín) -
Jakub Holuša -
Milada Horáková -
Hradec Králové -
Tomáš Hübschman -
Jan Hus -
Hussieten -
Hluboká nad Vltavou

## I
IJzergebergte -
ISO 3166-2:CZ

## J
Leoš Janáček -
Tomáš Janků -
Marek Jankulovski -
David Jarolím -
Jiří Jarošík -
Jičín -
Jindřichův Hradec -
Petr Jiráček -
Jirkov

## K
Michal Kadlec -
Franz Kafka -
Tomáš Kalas -
Petra Kamínková -
Karlovy Vary (Karlsbad) -
Karpaten -
Karviná -
Kde domov můj -
Kladno -
Klatovy -
Václav Klaus -
Petr Kocman -
Martin Kolář -
Kolín -
Jan Koller -
Milan Kopic -
Kopřivnice -
Petr Korda -
Radoslav Kováč -
Kraj -
Ladislav Krejčí (1992) -
Krkonoše Nationaal Park -
Pavel Krmaš -
Krnov -
Kroměříž -
Štěpán Kučera -
Milan Kundera -
Kuřim -
Kutná Hora -
Petra Kvitová

## L
Josef Lada -
Labe -
Ivan Lendl -
Jacob Lensky -
Liberec -
Lidice -
Lipnomeer -
Literatuur -
Litoměřice -
Litvínov -
Louny -
Arnošt Lustig

## M
Jarmila Machačová -
Manifest van 2000 woorden -
Lenka Masná -
Josef Masopust -
Milada (film) -
Mladá Boleslav -
Moldau -
Morava -
Moravië -
Moravische Poort -
Most -
Alphonse Mucha

## N
Náchod -
Martina Navrátilová -
Petr Nečas -
Tomáš Necid -
Pavel Nedvěd -
Největší Čech -
Božena Němcová
Ladislav Novák -
Nový Jičín

## O
Oder -
Olomouc -
Opava -
Milan Opočenský -
Orde van Tomáš Garrigue Masaryk -
Orlová -
Ostrava

## P
Jan Palach -
Pardubice -
Jiří Paroubek -
Peneři Strýčka Homeboye -
Pilsen -
Písek (okres Písek) -
Františka Plamínková -
Jaroslav Plašil -
Plöckenstein -
Praag -
Praagse Lente -
Premysliden -
Přerov -
Příbram -
Prostějov -
Antonín Puč

## R
Rabbi Löw -
Jan Rajnoch -
František Rajtoral -
Regio's -
Tomáš Řepka -
Reuzengebergte -
Jan Rezek -
Denisa Rosolová -
Tomáš Rosický -
David Rozehnal -
Jiří Rusnok

## S
Martina Sáblíková -
Roman Šebrle -
Tomáš Sivok -
Škoda -
Josef Škvorecký -
Skyline -
Slowakije -
Bedřich Smetana -
Sněžka -
Bohuslav Sobotka -
Sokolov (stad) -
Ondřej Sosenka -
Vladimír Špidla -
Špindlerův Mlýn -
Barbora Špotáková -
Státní bezpečnost (StB) -
Strakonice -
Miloslav Šimek -
Zdeněk Štybar -
Sudeten -
Nationaal park Šumava -
Šumperk -
Support Lesbiens -
Jindřich Svoboda -
Ján Svorada

## T
Tábor -
Telč -
Teplice -
Český Těšín (Teschen) -
Terezín (Theresienstadt) -
Mirek Topolánek -
Josef Tošovský -
Třebíč -
Třinec -
Trutnov -
Tsjechen -
Tsjechië -
Tsjechisch -
Tsjechisch-Silezië -
Tsjechisch voetbalelftal -
Tsjechische kroon -
Tsjechische Leeuw -
Tsjecho-Slowakije

## U
Uherské Hradiště -
Tomáš Ujfaluši - 
Ústí nad Labem

## V
Josef Vacenovský -
Tomáš Vaclík -
Valašské Meziříčí - 
Vít Valenta -
Verdrag van München -
František Veselý -
Vlag van Tsjechië -
Stanislav Vlček -
Vsetín - 
Matěj Vydra - 
Vyškov

## Z
Emil Zátopek -
Tomáš Zápotočný -
Žďár nad Sázavou -
Lukáš Zelenka -
Jan Železný -
Miloš Zeman -
Daniel Zitka -
Zlín (stad) -
Robert Změlík -
Znojmo